# Chasseur 9
 (mai 2023).
La mise en forme du texte ne suit pas les recommandations de Wikipédia : il faut le « wikifier ».
Les points d'amélioration suivants sont les cas les plus fréquents :
- Les titres sont pré-formatés par le logiciel. Ils ne sont ni en capitales, ni en gras.
- Le texte ne doit pas être écrit en capitales (les noms de famille non plus), ni en gras, ni en italique, ni en « petit »…
- Le gras n'est utilisé que pour surligner le titre de l'article dans l'introduction, une seule fois.
- L'italique est rarement utilisé : mots en langue étrangère, titres d'œuvres, noms de bateaux, etc.
- Les citations ne sont pas en italique mais en corps de texte normal. Elles sont entourées par des guillemets français : « et ».
- Les listes à puces sont à éviter, des paragraphes rédigés étant largement préférés. Les tableaux sont à réserver à la présentation de données structurées (résultats, etc.).
- Les appels de note de bas de page (petits chiffres en exposant, introduits par l'outil «  Source ») sont à placer entre la fin de phrase et le point final[comme ça].
- Les liens internes (vers d'autres articles de Wikipédia) sont à choisir avec parcimonie. Créez des liens vers des articles approfondissant le sujet. Les termes génériques sans rapport avec le sujet sont à éviter, ainsi que les répétitions de liens vers un même terme.
- Les liens externes sont à placer uniquement dans une section « Liens externes », à la fin de l'article. Ces liens sont à choisir avec parcimonie suivant les règles définies. Si un lien sert de source à l'article, son insertion dans le texte est à faire par les notes de bas de page.
- La présentation des références doit suivre les conventions bibliographiques. Il est recommandé d'utiliser les modèles {{Ouvrage}}, {{Chapitre}}, {{Article}}, {{Lien web}} et/ou {{Bibliographie}}. Le mode d'édition visuel peut mettre en forme automatiquement les références.
- Insérer une infobox (cadre d'informations à droite) n'est pas obligatoire pour parachever la mise en page.

Pour une aide détaillée, merci de consulter Aide:Wikification.
Si vous pensez que ces points ont été résolus, vous pouvez retirer ce bandeau et améliorer la mise en forme d'un autre article.
 (mai 2023).
Le chasseur 9 est un chasseur de sous-marins de la Seconde Guerre mondiale.

## Informations générales
Nom : Chasseur 9
Classe : Chasseur 5
Nationalité: Française
Type: Chasseur de sous-marins
Taille: 37.10m x 5.66m x 1.95m
Coulé le: 22 mai 1940 à Dunkerque
Commandants :  Lieutenant de vaisseau Jacquinet de Presle puis lieutenant de vaisseau Robert Letemplier  [source insuffisante]

## Histoire
Le Chasseur 9 est l'un des douze chasseurs de sous-marins (CH5 à CH16) à coques en fer. Il fut commandé en 1937[source insuffisante].
Il est construit sur les chantiers de Forges et Chantiers de la Méditerranée
Il est lancé le 12 janvier 1940
Début mai 1940, il est engagé contre l'Allemagne lors de la Seconde Guerre mondiale
Le 18 mai 1940, le Chasseur 9 subit un assaut sévère dans l’estuaire de l’Escaut le Lieutenant de Vaisseau Jacquinet de Presle est blessé. Le Lieutenant de Vaisseau Letemplier. prend alors le commandement.
Dans la nuit du 20 au 21 mai, le Chasseur 9 va au secours de l’équipage du  cargo Pavon, Il sera l'un des derniers navires au combat à Dunkerque.
Le Chasseur 9 touché, commence à prendre l’eau mais réussit  à atteindre la plage de Malo les bains qui se situe juste au nord du port de Dunkerque.. Il s’y échoue à 1h20 le 22 mai. L’attaque a fait 11 blessés parmi les 25 hommes d’équipage.
Malgré les efforts du Lieutenant de Vaisseau Letemplier et des ouvriers des Chantiers de France de Dunkerque, la tentative de remise en eau échoue.

### internet
- http://ecole.nav.traditions.free.fr/officiers_letemplier_robert.htm
- http://marine1939.blogspot.com/2015/06/chasseur-9.html